# Swiss Cheese/Fire!
Swiss Cheese/Fire! è un bootleg di Frank Zappa, relativo ad un concerto tenuto al Casinò/Kursal di Montreux il 4 dicembre 1971. 
Il concerto divenne universalmente famoso perché durante l'esecuzione, uno spettatore sparò un razzo luminoso causando un incendio che bruciò interamente l'edificio; l'evento sarebbe poi stato immortalato dai Deep Purple, presenti anche loro alla serata, nella celeberrima Smoke on the Water.
È stato incluso nel box set Beat the Boots II, pubblicato nel 1992.

## Tracce

### CD1 - Swiss Cheese
1. Intro – 14:21
2. Peaches en Regalia – 3:27
3. Tears Began to Fall/She Painted Up Her Face/Half-a-Dozen Provocative Squats – 5:59
4. Call Any Vegetable – 9:55
5. Anyway the Wind Blows – 3:44

### CD2 - Fire!
1. Magdalena/Dog Breath – 9:49
2. Sofa – 18:06
3. A Pound for a Brown (On the Bus) – 7:07
4. Wonderful Wino/Sharleena/Cruisin' for Burgers – 12:37
5. King Kong – 1:24
6. Fire! – 1:55

## Formazione
- Frank Zappa - chitarra, voce
- Mark Volman - voce
- Howard Kaylan - voce
- Jim Pons - basso, voce
- Don Preston - tastiere
- Ian Underwood - tastiere
- Aynsley Dunbar - batteria